# Duncan Selby Hutcheon
Pour les articles homonymes, voir Hutcheon.
Duncan Selby Hutcheon (16 février 1876-11 janvier 1954) est un homme politique provincial canadien de la Saskatchewan. Il représente la circonscription d'Arm River à titre de député du Parti conservateur de la Saskatchewan de 1929 à 1934.

## Biographie
Né en Alton (aujourd'hui Caledon) en Ontario, Hutcheon est le fils de David Wilton et de May (McPhedion) Hutcheon. Après avoir servi comme trésorier de Haultain (en) en Ontario, il s'installe à Pense en Saskatchewan où il devient fermier en 1902. Ayant déménagé à Davidson en 1905, il ouvre et opère la première Wells Land & Cattle Company elevator pendant 5 ans. Ensuite, il achète et opère une quincaillerie avant de devenir trésorier de la municipalité rurale de Willner (en) en 1913. Il siège également au conseil d'administration de l'école et de l'hôpital locaux en plus de devenir maire de Davidson de 1914 à 1922.
Faisant son entrée à l'Assemblée législative de la Saskatchewan en 1929, il ne fait qu'un seul mandat puisqu'il ne parvient pas à être réélu en 1934.
Franc-maçon et membre du groupe Odd Fellows, il meurt à Vancouver en Colombie-Britannique.